# زبان هندی
زبان هندی (دیواناگری: हिन्दी)، یا دقیق‌تر هندی نوین معیار (دیواناگری: मानक हिन्दी) یک زبان هندوآریایی است که در شمال و مرکز هند بدان سخن گفته می‌شود. هندی در واقع گونهٔ معیار و سانسکریت‌شده‌ی زبان هندوستانی است که خود برپایه گویش کهریبولی رایج در دهلی و مناطق پیرامونی در شمال هند پدید آمده است. هندی به خط دیواناگری نوشته می‌شود و یکی از دو زبان رسمی دولت هند در کنار انگلیسی است. هندی همچنین زبان رسمی ۹ ایالت و ۳ قلمرو اتحادیه و یکی از ۲۲ زبان برنامه‌ریزی‌شدهٔ در جمهوری‌هند است.
هندی زبان میانجی در مناطق کمربند زبان هندی و تا حد کمتری سایر بخش‌های هند است. بیرون از هند، زبان‌های متعددی رسماً به عنوان «هندی» شناخته می‌شوند ولی به زبان هندی نوین معیار که در این مقاله مورد بحث است، مربوط نمی‌شوند و به جای آن به گویش‌های دیگری از زبان‌های هندوآریایی همچون اودهی و بوجپوری گفته می‌شوند. هندی فیجی که در فیجی رسمی است و هندی کارائیبی که در ترینیداد و توباگو، گویان و سورینام رایج هستند نیز شامل این زبان‌ها می‌شوند. جدای از خط و دایره واژگان رسمی، گویشوران هندی معیار نسبت به گویشوران اردوی معیار که گونهٔ رسمی دیگری از زبان هندوستانی است، دارای فهم متقابل هستند.
هندی چهارمین زبان بر پایه جمعیت سخنگویان بومی در جهان پس از ماندارین، اسپانیایی و انگلیسی است و در کنار اردو به عنوان زبان هندوستانی، سومین زبان بر پایه مجموع تعداد سخنوران در جهان پس از ماندارین و انگلیسی به‌شمار می‌رود.

## نام
واژه هندی در اصل به ساکنان جلگه سند و گنگ گفته می‌شد. این نام در فارسی از هندی یا هندو در پارسی باستان گرفته شده که خود از واژه سانسکریت سندو (सिन्धु) به معنای رود سند ریشه گرفته است.
در گذشته در ادبیات فارسی واژگان هندَوی (हिंदवी) یا هندویی (हिंदुई) نیز به معنای «هندی» کاربرد داشتند و در آثار افرادی چون امیرخسرو دهلوی می‌توان به‌کاربردن آن‌ها را یافت.

## تاریخ
هندی همچون سایر زبان‌های هندوآریایی نوادهٔ مستقیم سانسکریت ودایی است که پس از گذر از دوره‌های پراکریت سائوراسنی و اپبرمشه شورسینی به هندی باستان و در پایان هندی نوین رسیده است. پس از ورود حکومت اداری اسلامی به شمال هند، هندی باستان وام‌واژگان بسیاری را از زبان فارسی و عربی دریافت کرد که منجر به پیشرفت زبان هندوستانی شد. در قرن هجدهم، نسخه‌ای به شدت فارسی‌شده از هندوستانی به نام زبان اردو پدید آمد. اهمیت روزافزون زبان هندوستانی در هند استعماری و ارتباط اردو با مسلمانان، هندوها را بر آن داشت تا نسخه سانسکریت‌شدهٔ هندوستانی را به کار برند که منجر به شکل‌گیری هندی نوین معیار یک قرن پس از ایجاد اردو شد.
پیش از معیارسازی هندی بر پایه گویش دهلی، گویش‌ها و زبان‌های مختلف کمربند هندی همچون اودهی و برج از طریق معیارسازی ادبی برجسته شدند. ادبیات نخستین هندی در قرون ۱۲ و ۱۳ میلادی شکل گرفت. این مجموعه کار شامل حماسه‌هایی مانند نمایشنامه‌های دهولا مارو به زبان مارواری، پریتهویراج راسو به زبان برج و آثار امیرخسرو دهلوی به گویش دهلی بود.
هندی نوین معیار که بر پایه گویش دهلی و پیرامونش است، از طریق معیارسازی ادبی به برجستگی رسید و به مرور جای سایر گونه‌های به کار رفته در آثار ادبی همچون اودهی، مایتهیلی و برج را گرفت. هندی نوین و سنت ادبی آن در اواخر قرن هجدهم تکامل یافت. در اواخر قرن نوزدهم، جنبشی برای توسعه بیشتر هندی به عنوان گونهٔ معیار هندوستانی جدای از اردو شکل گرفت و در نتیجه آن در سال ۱۸۸۱ ایالت بیهار برای نخستین بار در هند، هندی را به جای اردو عنوان زبان رسمی خود پذیرفت.
پس از استقلال هند دولت هند در سال ۱۹۵۴، کمیته‌ای را برای تهیه دستور زبان هندی تشکیل داد. گزارش این کمیته در سال ۱۹۵۸ با عنوان دستور زبان پایهٔ هندی نوین منتشر شد. معیارسازی املایی با استفاده از خط دیواناگری نیز توسط مدیریت هندی مرکزی وزارت آموزش و فرهنگ هند برای ایجاد یکنواختی در نوشتن، بهبود شکل برخی از نویسه‌های دیواناگری و معرفی نشانه‌هایی برای بیان صداهای دیگر زبان‌ها انجام گرفت. با تلاش‌ها و تجمعات بسیار ملی‌گرایان، مجلس مؤسسان هند در ۱۴ سپتامبر ۱۹۴۹ هندی را که به خط دیواناگری نوشته شده بود به عنوان زبان رسمی جمهوری هند تصویب کرد و بدین ترتیب هندی جای اردو را که در راج بریتانیا استفاده می‌شد، گرفت.

## پراکندگی جغرافیایی

پراکندگی گویشوران مادری هندی طبق گزارش خودشان در سرشماری سال ۲۰۱۱.

هندی زبان میانجی شمال هند در مناطق معروف به کمربند زبان هندی است و همچنین در کنار انگلیسی زبان رسمی دولت هند است.
در شمال شرق هند یک پیجین به نام هندی هفلونگ به عنوان زبان میانجی مردمی غیرهندی‌زبان در مناطق هفلونگ آسام پذیرفته شده است. هندی همچنین در آروناچال پرادش میان بومیانی که بیش از ۵۰ گویش محلی دارند نقش زبان میانجی را بازی می‌کند.
هندی برای بیشتر پاکستانی‌هایی که به اردو تسلط دارند به آسانی درک می‌شود؛ علاوه بر این، رسانه‌های هند به‌طور گسترده‌ای در پاکستان دیده می‌شوند. گروهی نیز افغانستان، به ویژه در کابل، هندی-اردو را به دلیل محبوبیت و نفوذ فیلم‌ها، ترانه‌ها و بازیگران بالیوود در این کشور می‌فهمند و بدان سخن می‌گویند.
هندی همچنین توسط توسط جمعیت بزرگی از مردم مادهشی نپال (افرادی با ریشه در شمال هند که طی صدها سال به نپال مهاجرت کرده‌اند) سخن گفته می‌شود. جدای از این، هندی توسط جمعیت بزرگی از هندی‌های خارج از هند و افراد با ریشه هندی تکلم می‌شود. جوامع بسیار بزرگی با ریشه‌هایی از شمال هند در کشورهایی مانند ایالات متحده آمریکا، بریتانیا، امارات متحده عربی، ترینیداد و توباگو، گویان، سورینام، آفریقای جنوبی، فیجی و موریس زندگی می‌کنند و به هندی در خانه و میان جوامع هندی سخن می‌گویند. بیرون از هند ۸ میلیون گویشور هندی در نپال؛ ۸۶۳٬۰۷۷ نفر در ایالات متحده؛ ۴۵۰٬۱۷۰ نفر در موریس؛ ۳۸۰٬۰۰۰ نفر در فیجی؛ ۲۵۰٬۲۹۲ نفر در آفریقای جنوبی؛ ۱۵۰٬۰۰۰ نفر در سورینام؛ ۱۰۰٬۰۰۰ نفر در اوگاندا؛ ۴۵٬۸۰۰ نفر در بریتانیا؛ ۲۰٬۰۰۰ نفر در نیوزیلند؛ ۲۰٬۰۰۰ نفر در آلمان؛ ۲۶٬۰۰۰ نفر در ترینیداد و توباگو و ۳٬۰۰۰ نفر در سنگاپور وجود دارند.

### وضعیت رسمی
هند
قسمت هجدهم قانون اساسی هند به زبان رسمی کشور مشترک‌المنافع هند می‌پردازد. طبق ماده ۳۴۳، هندی به خط دیواناگری و انگلیسی زبان‌های رسمی اتحادیه هستند:

(۱) زبان رسمی اتحادیه، هندی به خط دیواناگری خواهد بود. شکل اعدادی که برای اهداف رسمی اتحادیه استفاده می‌شود، شکل بین‌المللی اعداد هندی است.

(۲) صرف نظر از آنچه در بند (۱) وجود دارد، استفاده از زبان انگلیسی برای مدت پانزده سال پس از آغاز این قانون اساسی، برای تمام اهداف رسمی اتحادیه که برای آن پیش از شروع چنین کاری استفاده می‌شد، ادامه دارد: به شرطی که رئیس‌جمهور بتواند در طی مدت یاد شده، حکم اجازه استفاده از زبان هندی علاوه بر انگلیسی و فرم عددی دیواناگری علاوه بر فرم بین‌المللی اعداد هندی را برای هر یک از اهداف رسمی اتحادیه صادر کند.
پیش‌بینی می‌شد که هندی تا سال ۱۹۶۵ به عنوان تنها زبان کاری دولت مرکزی تبدیل شود (طبق بخشنامه‌های ماده ۳۴۴ (۲) و ماده ۳۵۱)، در حالی که دولت‌های ایالتی آزاد باشند و به زبان دلخواه خود کار کنند. با این حال، مقاومت گسترده در برابر تحمیل زبان هندی به غیربومیان، به ویژه در جنوب هند (مانند موارد موجود در تامیل نادو) منجر به تصویب قانون زبان‌های رسمی ۱۹۶۳ شد که استفاده از انگلیسی به‌طور نامحدود برای همه اهداف رسمی را مجاز می‌دانست، اگرچه دستور قانون اساسی برای دولت مرکزی برای تشویق گسترش زبان هندی حفظ شد و امروزه به شدت بر سیاست‌های آن تأثیر گذاشته است.
هندی در سطح ایالتی در ایالت‌های بیهار، چتیسگر، هاریانا، هیماچال پرادش، جارکند، مادیا پرادش، میزورام، راجستان، اوتار پرادش و اوتاراکند رسمی است. هندی همچنین در بنگال غربی در مناطقی که بیش از ۱۰٪ از اهالی آن‌ها هندی‌زبان هستند نیز یکی از زبان‌های رسمی است. هرکدام از این ایالت‌ها ممکن است یک «زبان رسمی» دیگر نیز داشته باشند. برای مثال، در اوتار پرادش اردو نیز رسمی است. هندی همچنین در قلمروهای اتحادیه دهلی، جزایر آندامان و نیکوبار و دادرا و نگر حویلی و دامان و دیو نیز عنوان زبان رسمی را دارد.
فیجی
بیرون از آسیا، زبان اودهی (یک گویش هندی شرقی) با تأثیراتی از بوجپوری، بیهاری، فیجیایی و انگلیسی در فیجی رایج است. این زبان در فیجی طبق قانون اساسی ۱۹۹۷ زبان رسمی است و به آن «هندوستانی» گفته می‌شود، گرچه در قانون اساسی ۲۰۱۳، به سادگی «هندی فیجی» نامیده شد. ۳۸۰٬۰۰۰ نفر در فیجی به این زبان سخن می‌گویند.
آفریقای جنوبی
بیش از ۴۳۶٬۰۰۰ نفر از مردم این کشور زبان هندی را می‌فهمند. مطابق قانون اساسی، هندی یک زبان حفاظت‌شده در این کشور است و دولت موظف به ترویج و احترام به آن است.

## ریخت‌شناسی

### اسم
در هندی همانند بسیاری از زبان‌های اصلی اروپایی و برخلاف فارسی، اسم‌ها دارای دو جنس دستوری نر و ماده هستند و در این زبان حتی اشیای بی‌جان نیز جنسیت دارند. اسم‌ها همچنین از نظر شمار به دو گروه مفرد و جمع و سه حالت دستوری مستقیم، ندایی و غیرفعلی تقسیم می‌شوند.

### فعل
سامانه فعل‌های هندی به‌طور عمده حول ترکیبی از نمود و زمان/وجه ساخته می‌شود. فعل‌ها در هندی شامل لایه‌های پی‌درپی عناصر (عطفی) در سمت راست ریشه است. فعل‌های هندی دارای سه نمود کامل، عادتی و استمراری هستند که هر کدام از آن‌ها همبستگی‌های ریخت‌شناسانهٔ آشکاری دارند.

### نحو
ترتیب پیش‌فرض ترکیبات در جملات هندی نهاد-مفعول-فعل است گرچه این ترتیب در جملات قواعد سخت و صریحی ندارد و انحرافات بسیاری را می‌توان در جملات هندی یافت. با این حال اگر هر دو حالت برایی و مفعولی ترکیبات جمله را نشانه‌گذاری کنند، فاعل همواره پیش از مفعول مستقیم می‌آید. صفت‌های اسنادی نیز پیش از اسمی می‌آیند، اما همچنین می‌توانند برای بیشتر شاعرانه به نظر رسیدن جمله یا تأکید بیشتر روی صفت پس از آن نیز قرار گیرند. قیدها نیز پیش از صفت‌هایی که در موردشان هستند می‌آیند.
نشانه‌های منفی‌ساز و سؤالی به‌طور پیش فرض پیش از فعل می‌آیند اما می‌توانند پس از آن نیز ظاهر شوند. با این حال موقعیت نشانه منفی‌ساز انعطاف‌پذیرتر است و اگر جمله دارای فعل کمکی باشد می‌تواند پیش یا پس از آن واقع شود. هرگاه منفی‌ساز پس از فعل به جای پیش از آن به وجود آید، بر نفی تأکید دارد. نفی هرگز نمی‌تواند قبل از اسم باشد. «کیا» (به معنای «چه؟») را می‌توان در هر جایی از جمله به جز پیش از فعل قرار داد.

## واژگان
به‌طور سنتی، واژگان هندی با توجه به ریشه به پنج دسته اصلی تقسیم می‌شوند:
- واژگان ططسم (طَطسَم «همچون آن»): این دسته واژگانی هستند که در هندی همانند سانسکریت نوشته می‌شوند (به جز عدم وجود عطف نهایی). این واژگان سانسکریت مستقیماً از آن یا از طریق پراکریت بدون هیچ تغییری به هندی رسیده‌اند؛ برای نمونه नाम nām هندی و नाम nāma سانسکریت.
- واژگان ارطدسم (اَرَطَدسَم «نیمه-ددسم»): چنین واژگانی معمولاً وام‌واژگانی از سانسکریت هستند که پس از وام گرفته‌شدن، تغییرات صوتی پیدا کرده‌اند؛ برای نمونه सूरज sūraj هندی از सूर्य sūrya سانسکریت.
- واژگان دطبَهَو (دَطبَهَو «زادهٔ آن»): این دسته واژگانی بومی هندی هستند که پس از گذراندن قوانین واجی از سانسکریت گرفته شده‌اند؛ برای نمونه قَم qam هندی از قَرمه qarme سانسکریت.
- واژگان طَشَج (طَشَج): چنین واژگانی نام‌آوا یا وام‌واژه‌هایی از زبان‌های غیرهندوآریایی بومی هند هستند که از واژگان تاییدشده هندوآریایی ریشه نمی‌گیرند.
- واژگان وطشه (وِطَشه «بیگانه»): این واژگان وام‌واژه‌های زبان‌های غیربومی هند هستند که بیشتر از فارسی، عربی، انگلیسی و پرتغالی گرفته شده‌اند. برای نمونه क़िला qela از «قلعه» فارسی، कमेटी kameṭī از committee انگلیسی و साबुन sābun از «صابون» عربی.

### وام‌واژه‌ها
هندی به دلیل اینکه زبان میانجی به‌شمار می‌رود، دارای وام‌واژگان بسیاری، عمدتاً از سانسکریت، فارسی، عربی، دراویدی، ترکی، پرتغالی و انگلیسی و همچنین تا حد کمتری چینی و فرانسوی است. هندی معیار بیشتر واژگان رسمی و فنی خود را از سانسکریت گرفته است درحالی که منبع اردو برای این واژگان بیشتر فارسی و عربی است.
بسیاری از واژه‌های فارسی به دلیل تأثیر حاکمان گورکانی شمال هند که به فارسی صحبت و فرهنگ ایرانی‌شده‌ای را دنبال می‌کردند وارد فرهنگ لغت هندی شدند. بسیاری از واژه‌های عربی نیز از طریق فارسی وارد هندوستانی شدند. گویش فارسی که توسط نخبگان حاکم مغول صحبت می‌شد به دری معروف بود. دربارهٔ پیشینهٔ رواج زبان و ادب پارسی در شبه‌قاره، از مدارک تاریخی چنین برمی‌آید که در سدهٔ سوم هجری، برای نخستین بار هندوان فرصت یافتند تا با فارسی‌زبانان آشناییِ مؤثر پیدا کنند. در اوایل سده چهارم هجری، در سِند شاعری ظهور کرد مشهور به رابعه بنت کعب که اشعار فصیح دلکشی از او در قدیمی‌ترین تذکره‌ها نقل شده است و می‌رسانَد که در زمان او، زبان فارسی در سِند رواج داشته است.
نفوذ فارسی در هند در دورهٔ غزنویان افزایش یافت و با تأسیس امپراتوری مغول هندوستان به اوج خود در هند رسید و زبان رسمی هندوستان شد. زبان فارسی هندوستان شاعران بزرگی همچون بیدل دهلوی و امیر خسرو دهلوی و دستگاه شعری سبک هندی را در خود پروراند. از دیگر شاعران نامدار فارسی زبان شبه قاره هندوستان، می‌توان از اقبال لاهوری نام برد. همچنین فارسی‌زبانان هندوستان، واژه‌نامه‌های ارزشمندی برای زبان فارسی گردآوری کردند که از آن‌جمله می‌توان به فرهنگ ابراهیمی از ابراهیم قوام‌الدین فروغی و فرهنگ آنندراج از محمد پاشا، اشاره کرد.
فارسی پیش از آنکه هندوستان مستعمره انگلستان شود، دومین زبان رسمی این کشور (در دوره گورکانیان زبان رسمی) و زبان فرهنگی و علمی به‌شمار می‌رفت. اما پس از استعمار، انگلیسی‌ها در سال ۱۸۳۲ میلادی با اجبار زبان انگلیسی را جایگزین زبان فارسی کردند. امروزه در حدود یک میلیون نسخه خطی به زبان فارسی در هند وجود دارد که این میزان یک دهم کل نسخ خطی موجود در این کشور است و خط فارسی در منابع علمی کشور هند بسیار رایج است.

## نوشتار

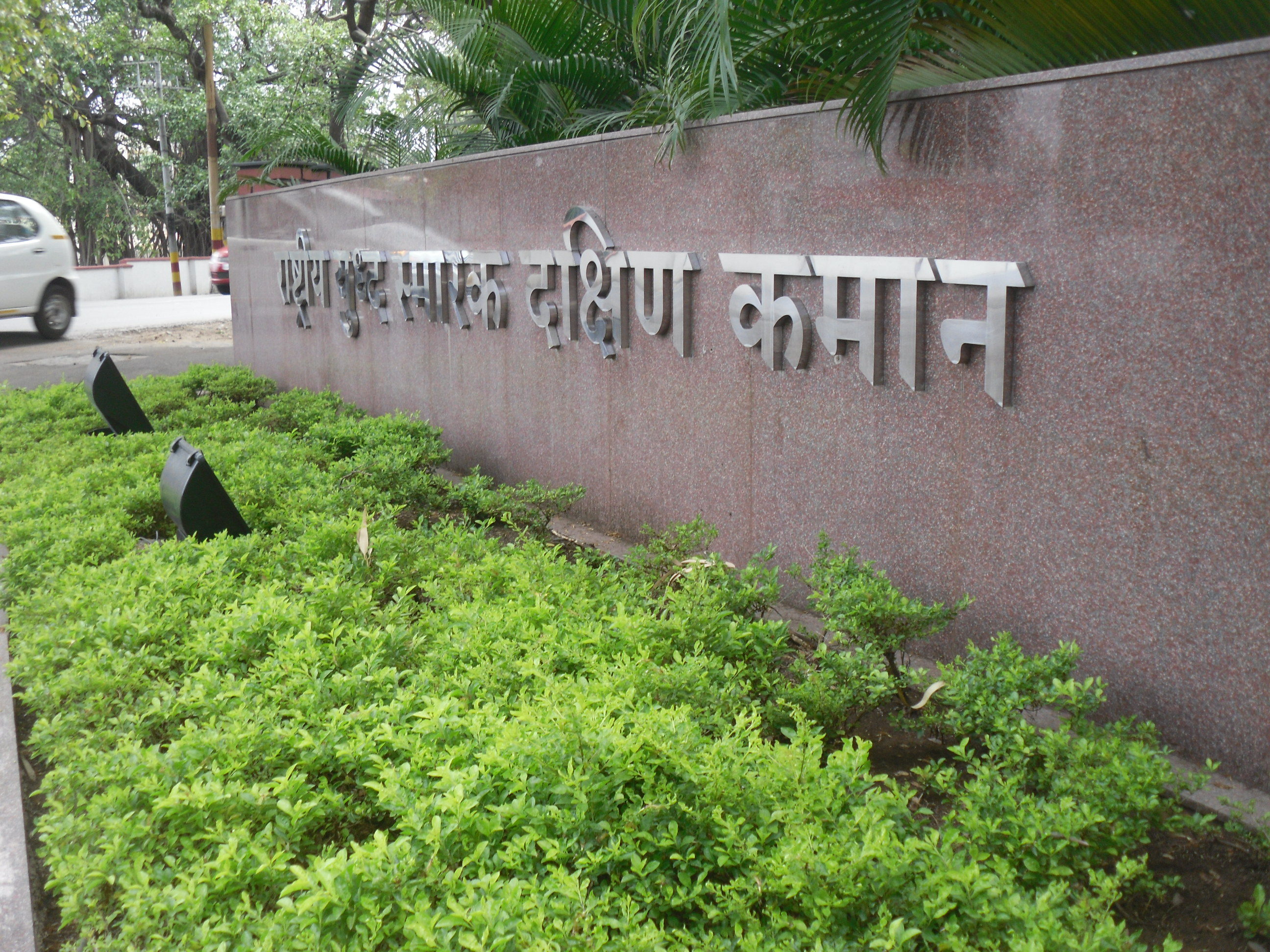
نوشته‌های هندی

هندی به دیواناگری نوشته می‌شود که شامل ۱۱ واکه و ۳۳ همخوان است که از چپ به راست نوشته می‌شود. بیشتر حروف دارای خطی افقی در بخش بالایی خود هستند و اتصال حروف با کمک همین خط افقی انجام می‌پذیرد و از این طریق به‌سادگی قابل تشخیص است.
در این خط تمام صامت‌ها و اکثر مصوت‌ها همیشه نوشته می‌شوند و از این لحاظ یادگرفتن خواندن دقیق کلمات برای خارجیان نسبت به خط عربی در حالتی که حرکت‌گذاری نشده باشد، آسان‌تر است. تنها مصوتی که نوشته نمی‌شود فتحه است که البته تشخیص جایی که باید فتحه تلفظ شود بسیار ساده است زیرا قاعده این است که اگر بین دو حرف مصوت دیگری نباشد و آن دو به همدیگر نیز نچسبیده باشند مصوت بین آن‌ها فتحه است و این قاعده همیشه ثابت است.

### واکه‌ها
واکه‌های هندی به دو گروه کوتاه و بلند تقسیم می‌شوند.
| دیواناگری | نویسه‌گردانی | برابر انگلیسی/یادداشت                                      |
| --------- | ----------- | ---------------------------------------------------------- |
| अ         | a           | مانند about                                                |
| आ         | aa (ā)      | مانند father                                               |
| इ         | i           | مانند sit                                                  |
| ई         | ee (ī)      | مانند elite                                                |
| उ         | u           | مانند put                                                  |
| ऊ         | oo (ū)      | مانند flute                                                |
| ऋ         | ri (ṛ)      | مانند trip یا heard در اسکاتلندی (کاربردش در هندی کم است)  |
| ए         | e           | e کشیده. این ادغام نیست؛ نواخت افت ندارد.                  |
| ऐ         | ai          | مانند fair، گاهی یک ए بلندتر، در گویش‌های شرقی مانند bright |
| ओ         | o           | این ادغام نیست؛ نواخت افت ندارد.                           |
| औ         | au          | مانند caught، در گویش‌های شرقی مانند town                   |

### همخوان‌ها
در هندی همخوان‌های ناآشنای بسیاری برای فارسی‌زبانان وجود دارد، از جمله همخوان‌های حلقی و برگشته.
| دیواناگری | نویسه‌گردانی | برابر انگلیسی/یادداشت                                                                           |
| --------- | ----------- | ----------------------------------------------------------------------------------------------- |
| क         | k           | مانند skip.                                                                                     |
| ख         | kh          | مانند sinkhole.                                                                                 |
| ग         | g           | مانند go.                                                                                       |
| घ         | gh          | مانند doghouse.                                                                                 |
| ङ         | ng (ṅ)      | مانند sing. فقط در وام‌واژه‌های سانسکریت، به صورت مستقل استفاده نمی‌شود.                           |
| च         | ch (c)      | مانند church.                                                                                   |
| छ         | chh (ch)    | مانند pinchhit.                                                                                 |
| ज         | j           | مانند jump.                                                                                     |
| झ         | jh          | مانند dodge her.                                                                                |
| ञ         | n (ñ)       | مانند canyon. فقط در وام‌واژه‌های سانسکریت، به صورت مستقل استفاده نمی‌شود.                         |
| ट         | t (ṭ)       | مانند tick. برگشته، ولی هنوز یک صدای "سخت" t شبیه به انگلیسی دارد.                              |
| ठ         | th (ṭh)     | مانند lighthouse. برگشته                                                                        |
| ड         | d (ḍ)       | مانند doom. برگشته                                                                              |
| ढ         | dh (ḍh)     | مانند mudhut. برگشته                                                                            |
| ण         | n (ṇ)       | retroflex n. فقط در وام‌واژه‌های سانسکریت.                                                        |
| त         | t           | در فارسی وجود ندارد. ت دندانی‌تر، با کمی صدای ث. نرم‌تر از ت فارسی.                               |
| थ         | th          | نسخه حلقی حرف پیشین، مانند thanks یا the نیست.                                                  |
| द         | d           | d دندانی.                                                                                       |
| ध         | dh          | نسخه حلقی حرف پیشین.                                                                            |
| न         | n           | n دندانی.                                                                                       |
| प         | p           | مانند spin.                                                                                     |
| फ         | f/ph        | مانند u'ph'ill.                                                                                 |
| ब         | b           | مانند be.                                                                                       |
| भ         | bh          | مانند abhor.                                                                                    |
| म         | m           | مانند mere.                                                                                     |
| य         | y           | مانند yet.                                                                                      |
| र         | r           | مانند pero اسپانیایی با گردش زبان. مانند rr در اسپانیایی، آلمانی یا انگلیسی اسکاتلندی نپیچانید. |
| ल         | l           | مانند lean.                                                                                     |
| व         | v/w         | مانند vaca اسپانیایی، بین v و w انگلیسی، ولی بدون گرد کردن لب در w انگلیسی. (IPA: ʋ).           |
| श         | sh (ś)      | مانند shoot.                                                                                    |
| ष         | sh (ṣ)      | تقریباً برگشت غیرقابل تشخیص حرف بالایی. فقط در وام‌واژه‌های سانسکریت.                              |
| स         | s           | مانند see.                                                                                      |
| ह         | h           | مانند him.                                                                                      |

### شماره‌ها
شماره‌های دیواناگری به شرح زیر می‌باشند:
| ० | १ | २ | ३ | ४ | ५ | ६ | ७ | ८ | ९ |
| ۰ | ۱ | ۲ | ۳ | ۴ | ۵ | ۶ | ۷ | ۸ | ۹ |

## مقایسه با اردو

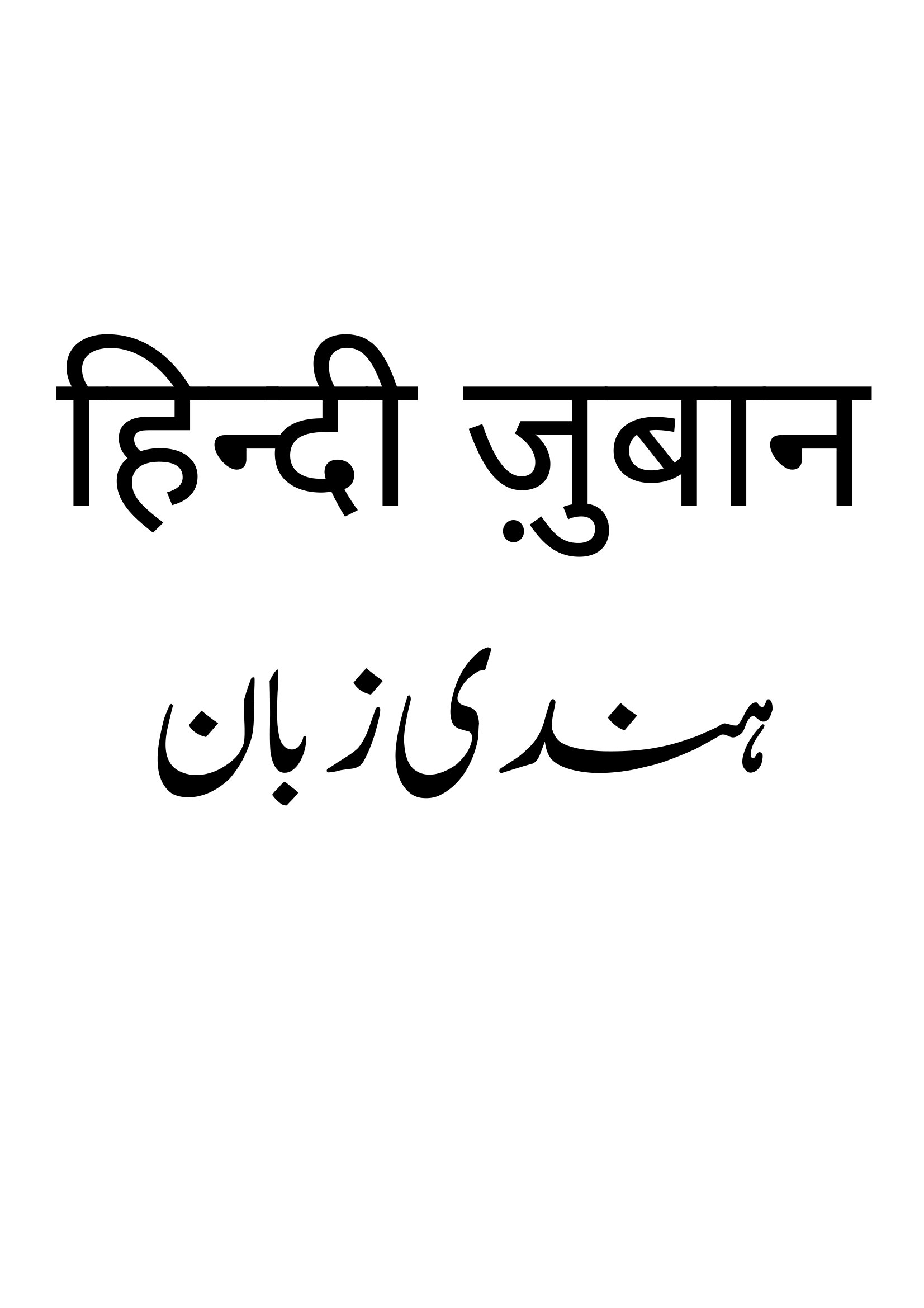
زبان هندی

از نظر زبان‌شناسی، هندی و اردو دو گونهٔ معیار از یک زبان و نسبت به یکدیگر قابل فهم هستند. هندی به خط دیواناگری نوشته می‌شود و دارای واژگان سانسکریت بیشتری نسبت به اردو است، درحالی که اردو به خط عربی نوشته می‌شود و دارای وام‌واژه‌های فارسی و عربی بیشتری نسبت به هندی است. گرچه هر دو دارای یک هسته واژه‌ای از کلمات بومی پراکریت و سانسکریت با شمار زیادی وام‌واژهٔ فارسی و عربی هستند. به همین دلیل و همچنین این واقعیت که این دو گونه از یک دستور زبان یکسان برخوردار هستند، همه زبان‌شناسان آن‌ها را دو گونهٔ معیار از یک زبان به نام هندوستانی یا هندی-اردو می‌دانند.
هندی رایج‌ترین زبان رسمی در هند و اردو زبان ملی و میانجی پاکستان و یکی از ۲۲ زبان رسمی هند و زبان رسمی در اوتار پرادش، جامو و کشمیر و دهلی است. در نظر گرفتن هندی و اردو به عنوان زبان‌های جداگانه عمدتاً ناشی از سیاست و به دلیل رقابت هند و پاکستان است.

## متن نمونه
متن زیر ماده ۱ اعلامیه جهانی حقوق بشر (توسط سازمان ملل) به هندی بالا است:
هندی
अनुच्छेद ۱ (एक) – सभी मनुष्यों को गौरव और अधिकारों के विषय में जन्मजात स्वतन्त्रता और समानता प्राप्त हैं। उन्हें बुद्धि और अन्तरात्मा की देन प्राप्त है और परस्पर उन्हें भाईचारे के भाव से बर्ताव करना चाहिए।
نویسه‌گردانی (IAST)
Anucched 1 (ek) – Sabhī manuṣyõ ko gaurav aur adhikārõ ke viṣay mẽ janmajāt svatantratā aur samāntā prāpt hai. Unhẽ buddhi aur antarātmā kī den prāpt hai aur paraspar unhẽ bhāīcāre ke bhāv se bartāv karnā cāhie.
آوانگاری (IPA)
[ənʊtʃʰ:e:d e:k | səbʱi: mənʊʃjõ: ko: ɡɔ:ɾəʋ ɔ:r ədʱɪka:ɾõ ke: ma:mle: mẽ: dʒənmədʒa:t sʋətəntɾəta: ɔ:r səma:nta: pɾa:pt hɛ: ‖ ʊnʱẽ bʊdʱ:ɪ ɔ:ɾ əntəɾa:tma: ki: de:n pɾa:pt hɛ: ɔ:ɾ pəɾəspəɾ ʊnʱẽ: bʱa:i:tʃa:ɾe: ke: bʱa:ʋ se: bəɾta:ʋ kəɾnə tʃa:hɪe: ‖]
ترجمه
ماده ۱ – تمام ابنای بشر آزاد زاده شده و در حرمت و حقوق با هم برابرند. عقلانیت و وجدان به آن‌ها ارزانی شده و لازم است تا با یکدیگر عادلانه و برادرانه رفتار کنند.